# Altonaer Museum
Altonaer Museum er et kunstmuseum i bydelen Altona i Hamborg, Tyskland. Altonaer Museum er et af de største regionale kunstmuseer i Tyskland og blev etableret i 1863, mens Altona tilhørte Danmark. Museet har en samling på over 300.000 objekter knyttet til Nordtysklands kulturhistorie.